# متوکسی فنامین
متوکسی فنامین (انگلیسی: Methoxyphenamine) که با نام‌های تجاری ASMI, یوسپیرول, ارتوکسین و پروآسما نیز در دسترس است، یک آگ. نیست بتا آدرنرژیک از گروه آمفتامین هاست که به عنوان گشادکننده برونش به کار می‌رود.